# Mogens Balle
Mogens Erik Schack Balle (* 1. April 1921 in Kopenhagen, Dänemark; † 20. November 1988 in Kalundborg) war ein dänischer, abstrakt-surrealistischer Maler, 1947 Mitbegründer der Künstlergruppe Spiralen und seit 1949 Mitglied der Künstlervereinigung CoBrA.

## Leben und Werk
Balle studierte zunächst Architektur und war als Maler Autodidakt. In seiner Jugendzeit nahm er jedoch Unterricht in Croquis und besuchte für einige Jahre die technische Schule, um eine Ausbildung zum Werbegrafiker zu machen. Ab 1942 nahm er Unterricht an der Malschule von Folmer Bonnén. Als Mitbegründer der Gruppierung Spiralen lernte er Asger Jorn und Wilhelm Freddie kennen. Balle arbeitete mit Christian Dotremont an Logogrammen.

„Die um einiges jüngeren Künstler Erik Ortvad und Mogens Balle (Jahrgang 1921), die sich erst 1949 COBRA anschließen, gelangen beide, wenn auch auf unterschiedlichen Wegen, zu einem expressiv-abstrakten Stil, hinter dem sich – besonders bei Balle – imaginäre Wesen verbergen.“

Balle war verheiratet mit der Künstlerin Grete Balle. Ihre gemeinsame Tochter Annemarie dokumentierte beider Werk.

## Ausstellungen

### Einzelausstellungen
Balle präsentierte seine Werke in zahlreichen Einzelausstellungen:
- 1956: Galerie Birch, Kopenhagen
- 1958: Galerie Hybler
- 1977: Galerie Strand
- 1987: Court-Galerie
- 1973: Museum Holstebro
- 1980: Skizzen, Museum Køge
- 1981: Kunst-Museum, Vejen
- 1981: Galleri F15, Moos, Norwegen
- 1988: Galerie Loeper, Hamburg
- 1989: Retrospektive, Bispegaarden, Kalundborg

### Gruppenausstellungen
Seit 1951 beteiligte sich Balle an zahlreichen Ausstellungen der Gruppe CoBrA in Frankreich, Nord- und Südamerika, Niederlande, Japan, Dänemark.
- 1943: Herbstsalon, Kopenhagen
- 1955: Galerie Bremer, Berlin